# Карл-Генріх Єніш
Карл-Генріх Єніш (нім. Karl-Heinrich Jenisch; 20 квітня 1910, Гердауен — 27 березня 1940, Скагеррак) — німецький офіцер-підводник, капітан-лейтенант крігсмаріне.

## Біографія
1 квітня 1929 року вступив на флот. З 4 жовтня 1939 року — командир підводного човна U-22, на якому здійснив 5 походів (разом 58 днів у морі). 27 березня 1940 року U-22 і всі 27 членів екіпажу зникли безвісти.
Всього за час бойових дій потопив 9 кораблів загальною водотоннажністю 12 452 тонни.
| Дата              | Назва корабля                              | Тип               | Тоннаж | Вантаж            | Екіпаж | Загинули | Країна             | Конвой |
| ----------------- | ------------------------------------------ | ----------------- | ------ | ----------------- | ------ | -------- | ------------------ | ------ |
| 18 листопада 1939 | Wigmore                                    | Паровий траулер   | 345    |                   | 16     | 16       | Британська імперія | IFC    |
| 20 грудня 1939    | Mars (підірвався на міні)                  | Торговий пароплав | 1,877  | Деревна целюлоза  | 22     | 7        | Швеція             |        |
| 23 грудня 1939    | HMS Dolphin (підірвався на міні)           | Плавуча майстерня | 3,099  |                   | 7      | 0        | Британська імперія |        |
| 25 грудня 1939    | HMS Loch Doon (FY127) (підірвався на міні) | Мінний тральщик   | 534    |                   | 16     | 16       | Британська імперія |        |
| 28 грудня 1939    | Hanne (підірвався на міні)                 | Торговий пароплав | 1,080  | Баласт            | 17     | 15       | Данія              |        |
| 21 січня 1940     | HMS Exmouth (H02)                          | Есмінець          | 1,475  |                   | 190    | 190      | Британська імперія |        |
| 21 січня 1940     | Tekla                                      | Торговий пароплав | 1,469  | Вугілля і кокс    | 18     | 9        | Данія              |        |
| 21 січня 1940     | Ferryhill (підірвався на міні)             | Торговий пароплав | 1,086  | 1200 тонн вугілля | 13     | 11       | Британська імперія |        |
| 28 січня 1940     | Eston (підірвався на міні)                 | Торговий пароплав | 1,487  | Баласт            | 18     | 18       | Британська імперія | FN-81  |

## Звання
- Кандидат в офіцери (1 квітня 1929)
- Морський кадет (10 жовтня 1929)
- Фенріх-цур-зее (1 січня 1931)
- Оберфенріх-цур-зее (1 квітня 1933)
- Лейтенант-цур-зее (1 жовтня 1933)
- Оберлейтенант-цур-зее (1 червня 1935)
- Капітан-лейтенант (1 липня 1938)

## Нагороди
- Медаль «За вислугу років у Вермахті» 4-го класу (4 роки)